# Prachtschmerle
Die Prachtschmerle (Chromobotia macracanthus) ist die einzige Art der Gattung Chromobotia innerhalb der Familie der Prachtschmerlen (Botiidae).
Chromo bezieht sich auf die Farbenpracht, botia geht auf eine auf Sumatra gebräuchliche Bezeichnung für diese Art zurück. Der Artname macracanthus bedeutet „mit großen Stacheln“ (Augendornen).

## Verbreitung
Prachtschmerlen sind Süßwasserfische, die in Flüssen vorkommen. Sie leben auf den Großen Sundainseln Borneo, Sumatra und Java und der Halbinsel von Malaya, aber auch weiter nördlich in Thailand und im indischen Brahmaputra. Durch den Menschen ausgesetzt, findet man Prachtschmerlen auch in Florida und beim kanadischen Vancouver.

## Merkmale
Die sehr markante schwarz-orange Körperzeichnung und -färbung dient im vegetationsarmen Bodenbereich der schnell fließenden Heimatgewässer der Tarnung. Prachtschmerlen sind keine Schwarmfische, leben aber in größeren sozialen Verbänden, die gemeinsame Laichwanderungen unternehmen. Am Beginn der Regenzeit ziehen Prachtschmerlen in großen Schulen in die Oberläufe von Flüssen und in schnellfließende Bäche, um dort zu laichen. Jungfische ziehen mit der Strömung in die Unterläufe und nährstoffreichen Mündungsgebiete. Prachtschmerlen nehmen überwiegend tierische, aber auch pflanzliche Nahrung auf.
Mit einer maximalen Gesamtlänge von circa 30 Zentimetern ist die Prachtschmerle ein stattlicher Süßwasserfisch und ein gegenüber Fressfeinden wehrhafter dazu. Wie alle Vertreter der Unterfamilie Botiidae verfügt nämlich auch diese Art über ein Paar spitze und scharfe Augendorne. Jeweils ein Dorn liegt in einer Hauttasche unter jedem Auge, kann durch Muskelbewegungen nach vorn ausgeklappt und mit einem Knochengelenk arretiert werden.
Prachtschmerlen können mit ihren Schlundknochen knackende Geräusche erzeugen, die der innerartlichen Verständigung dienen. Da sie, wie alle Karpfenfischartigen, am Kopfskelett über den Weberschen Apparat verfügen, sind sie in der Lage, Töne wahrzunehmen. 
Ausgewachsene laichreife Weibchen lassen sich durch die deutliche Leibesfülle leicht von adulten Männchen unterscheiden. Andere äußere Geschlechtsmerkmale bestehen nicht.

## Systematik
Die Prachtschmerle wurde 1852 von dem holländischen Naturforscher Pieter Bleeker als Cobitis macracanthus wissenschaftlich erstbeschrieben. Typuslokalität ist der Fluss Kwanten, nahe Palembang, in der zu Indonesien gehörenden großen Sundainsel Sumatra. Weitere Synonyme sind Botia macracanthus, Botia macracantha und Hymenophysa macracantha. 2004 stellte der Schweizer Ichthyologe Maurice Kottelat für diese Art, die sich von den anderen Vertretern der Gattung Botia ausschließlich durch ihre auffällige Körperfärbung unterscheidet, die monotypische Gattung Chromobotia auf.

## Bedeutung für den Menschen
In ihrer Heimat sind Prachtschmerlen Speisefische mit wohlschmeckenden Fleisch. Sie werden mit Stell- und Senknetzen gefangen.
Seit Mitte der 1930er Jahre gehört die Prachtschmerle weltweit zu den beliebtesten Aquarienfischen. Überwiegend werden junge Wildfänge gehandelt. Aufgrund ihrer Größe (30 cm) und ihres Sozialverhaltens (lebt in Gruppen, ist im Alter revierbildend) ist eine artgerechte Haltung jedoch nur in großen bzw. sehr großen Aquarien möglich.
Erst seit wenigen Jahren ist die kommerzielle Vermehrung nach Injektion von Hypophysenhormonen üblich.